# Đằng Lâm
Đằng Lâm là một phường cũ từng thuộc quận Hải An, thành phố Hải Phòng, Việt Nam.

## Địa lý
Phường Đằng Lâm có vị trí địa lý:
- Phía đông giáp phường Đằng Hải
- Phía tây giáp quận Ngô Quyền
- Phía nam giáp phường Cát Bi và phường Thành Tô
- Phía bắc giáp phường Đông Hải 1 và quận Ngô Quyền.

Phường Đằng Lâm có diện tích 2,12 km², dân số năm 2022 là 26.266 người, mật độ dân số đạt 12.389 người/km².

## Hành chính
Phường Đằng Lâm được chia thành 9 tổ dân phố: An Khê, Kiều Sơn, Lực Hành, Thư Trung, Trung Hành 5, Trung Hành 6, Trung Hành 7, Trung Hành 8, Trung Hành 9.

## Lịch sử
Ngày 20 tháng 12 năm 2002, Chính phủ ban hành Nghị định số 106/2002/NĐ-CP về việc thành lập phường Đằng Lâm trên cơ sở toàn bộ 462,28 ha diện tích tự nhiên và 10.653 nhân khẩu của xã Đằng Lâm thuộc huyện An Hải.
Ngày 5 tháng 4 năm 2007, Chính phủ ban hành Nghị định số 54/2007/NĐ-CP về việc thành lập phường Thành Tô trên cơ sở điều chỉnh 276,77 ha diện tích tự nhiên và 2.112 nhân khẩu của phường Đằng Lâm.
Sau khi điều chỉnh địa giới hành chính, phường Đằng Lâm giai đoạn này còn lại 238,99 ha diện tích tự nhiên và 11.012 nhân khẩu.
Ngày 16 tháng 6 năm 2025, Ủy ban Thường vụ Quốc hội ban hành nghị quyết sắp xếp đơn vị hành chính cấp xã của thành phố Hải Phòng năm 2025. Theo đó, toàn bộ diện tích tự nhiên, quy mô dân số của phường Đằng Lâm được sắp xếp với toàn bộ diện tích tự nhiên, quy mô dân số của các phường Cát Bi, Thành Tô, Đằng Hải, Tràng Cát, một phần diện tích tự nhiên, quy mô dân số của phường Nam Hải và một phần diện tích tự nhiên của phường Đông Hải 2 thành phường mới có tên gọi là phường Hải An.

## Xã hội

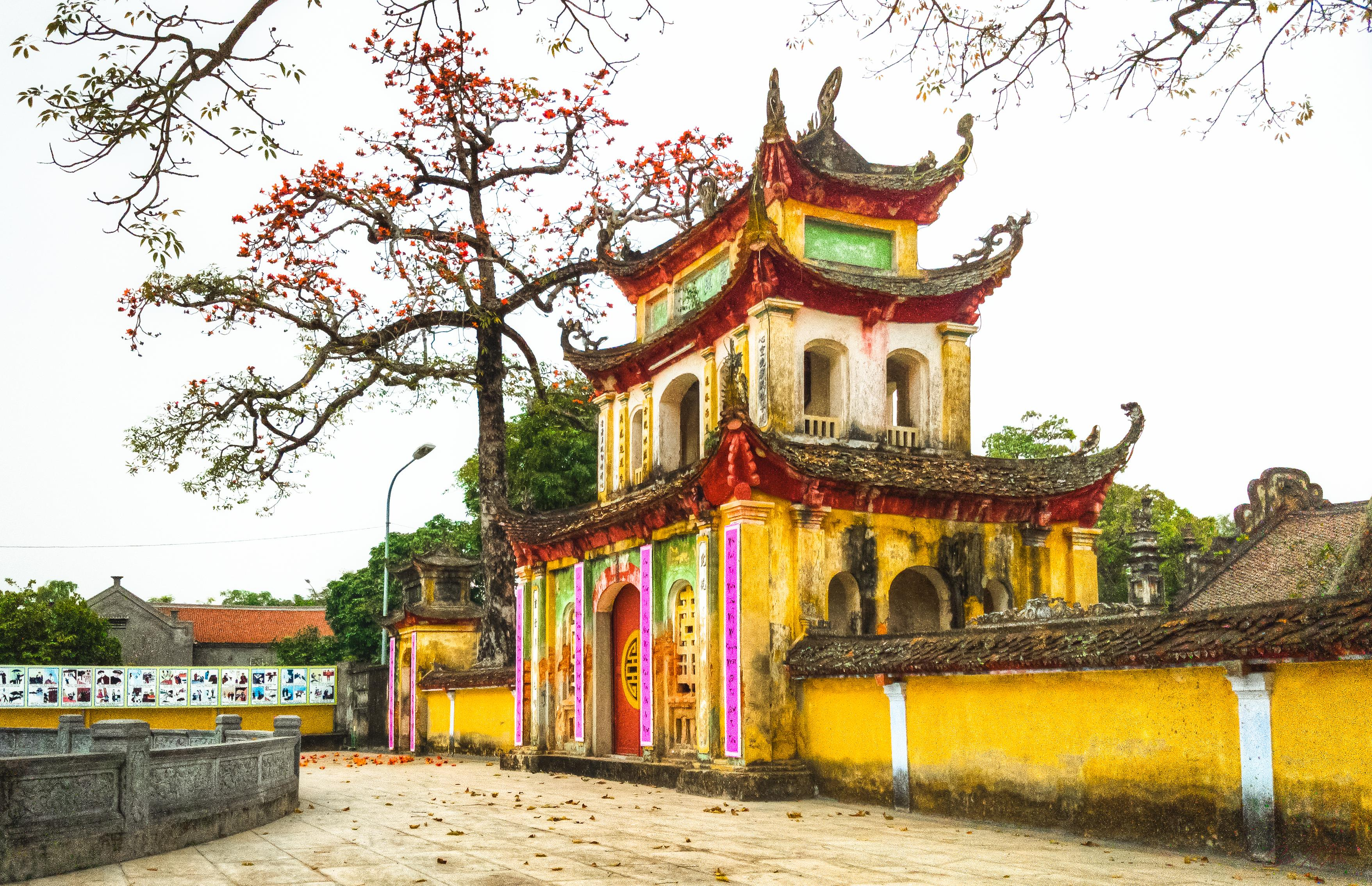
Chùa Trung Hành

Giáo dục trên địa bàn phường có 3 trường học ở cả ba cấp: 
- Trường Tiểu học Đằng Lâm.
- Trường THCS Đằng Lâm.
- Trường THPT Hải An.